# HMS Princess Irene
El HMS Princess Irene fue un transatlántico de 5.394 toneladas construido en 1914 por William Denny and Brothers Ltd, Dumbarton, Escocia, para la Canadian Pacific Railway. Una vez terminado, fue requisado por la Marina Real Británica por el inicio de la Primera Guerra Mundial y convertido en un minador auxiliar. El 27 de mayo de 1915, explotó y se hundió frente a Sheerness, Kent, mientras era cargado con minas marinas antes de una misión, con la pérdida de 352 vidas.

## Hundimiento
En mayo de 1915, a punto de cumplirse un año del inicio de la Primera Guerra Mundial, el Princess Irene estaba amarrado en Saltpan Reach, en el estuario del río Medway, Kent, entre Port Victoria y Sheerness, y se estaba cargando de minas marinas para una misión de minado. A las 11:14 GMT del 27 de mayo, explotó y se desintegró. Una columna de llamas de 300 pies (100 m) de altura fue seguida unos segundos más tarde por otra de altura similar y una nube de humo se cernió sobre el lugar donde había estado, alcanzando los 1.200 pies (400 m). Dos barcazas que yacían a su lado también fueron destruidas. La explosión fue mayor que la que había destruido el HMS Bulwark en el Medway seis meses antes, aunque la pérdida de vidas fue menor. En total murieron 352 personas, entre ellas 273 oficiales y hombres, y 76 trabajadores del astillero que se encontraban a bordo del Princess Irene. En la isla de Grain, una niña de nueve años murió atropellada por los escombros y un granjero murió de un shock. La grúa de un carbonero situado a 800 m de distancia se desprendió de sus soportes. Una parte de una de las calderas del Princess Irene cayó sobre el barco; un hombre que trabajaba en el barco murió a causa de las heridas sufridas al ser golpeado por un trozo de metal de 32 kg (70 libras).
Los restos del naufragio fueron arrojados a una distancia de hasta 32 km, y algunas personas que se encontraban cerca de Sittingbourne resultaron heridas por los escombros, algunos de los cuales cayeron en Bredhurst. Se encontraron cabezas cortadas en Hartlip y en la isla de Grain. Una caja de mantequilla cayó en Rainham, a 6 millas (10 km) de distancia. Una sección del buque de 10 toneladas (10.160 kg) cayó en la isla de Grain. Los tanques de almacenamiento de petróleo del Almirantazgo británico resultaron dañados. El único superviviente del Princess Irene fue un fogonero, que sufrió quemaduras graves. Tres miembros de su tripulación tuvieron suerte, ya que se encontraban en tierra en ese momento.
Se celebró un tribunal de investigación sobre la pérdida del Princess Irene. Se demostró que el cebado de las minas se realizaba de forma apresurada y por personal sin formación, y se culpó a un cebador defectuoso de la explosión. Tras la pérdida del HMS Natal el 30 de diciembre de 1915 y del HMS Vanguard el 9 de julio de 1917, ambas causadas por explosiones internas, en la investigación sobre la pérdida del Natal se sospechó que la causa de la pérdida de los cuatro buques había sido un sabotaje. Se señaló como sospechoso a un trabajador de los astilleros de Chatham, pero una minuciosa investigación de la División Especial le exoneró de toda culpa.
Los restos del pecio del Princess Irene en 51°25.80′N 0°41.60′E / 51.43000, 0.69333 están marcados como un peligro para los barcos que utilizan Thamesport, pero no está previsto rescatarlos.